# Podmokly (ort i Tjeckien, lat 49,94, long 13,70)
Podmokly är en ort i Tjeckien.   Den ligger i regionen Plzeň, i den västra delen av landet, 50 km väster om huvudstaden Prag. Podmokly ligger 392 meter över havet och antalet invånare är 270.
Terrängen runt Podmokly är platt västerut, men österut är den kuperad. Runt Podmokly är det ganska tätbefolkat, med 80 invånare per kvadratkilometer. Närmaste större samhälle är Rakovník, 17,9 km norr om Podmokly. I omgivningarna runt Podmokly växer i huvudsak blandskog.